# Стоунер, Элисон
Элисон Рэй Стоунер (англ. Alyson Rae Stoner; род. 11 августа 1993, Толидо, Огайо) — американская певица, актриса, танцовщица и модель.
Наиболее известна ролями в сериале «Всё тип-топ, или Жизнь Зака и Коди» (в роли Макс), «Рок в летнем лагере» и «Рок в летнем лагере 2» (Кейтлин Геллер), «Шаг вперёд», «Шаг вперёд 3», «Шаг вперёд 5» (Камилла Гейдж), «Оптом дешевле» (Сара Бейкер).
Работала на подтанцовках у таких звёзд, как Эминем, Outkast, Уилл Смит и Мисси Эллиот. Также озвучивала Изабеллу Гарсиа-Шапиро в диснеевском мультсериале «Финес и Ферб».

## Ранние годы
Стоунер родилась в Толидо, штат Огайо, в семье Луан Ходжес (урождённой Адамс), бывшего исполнительного секретаря в Оуэнс-Иллинойс, и Чарли Стоунера. Родители Элисон развелись, когда девочка была совсем малышкой. Эли является младшей дочерью в семье, у неё есть две старшие сестры — Корри и Джейми. В Толедо она училась в Maumee Valley Country Day School и училась балету, джазу и степу в студии танцев О’Коннелла. Она также работала моделью в студии моделейна выиграла множество призов за танцы и актёрское мастерство. После этого Элисон решила начать танцевать хип-хоп и появилась в клипе Мисси Эллиотт «Work It».

## Карьера

### Танцы
Взяв несколько уроков хореографии в Лос-Анджелесе Элисон участвовала в подтанцовках в клипах Мисси Эллиотт «Work it», «Gossip folks», «I’m really hot», и в клипе Лил' Бау Вау «Take ya home», а также снялась с Эминемом в клипе «Just lose it». Она также была танцовщицей у Уилла Смита на премии 2005 года «Nickelodeon Kids Choice Awards», и «OutKast» на вручении премии 2004 года «Kid’s Choice Awards». Стоунер танцевала в группе под названием JammXKids в 2003—2006 годах. Она покинула группу в начале 2006 года из-за нехватки времени, но продолжает работать с отдельными детьми. Она также была одной из танцовщиц для Shark Tale DVD. В настоящее время Элисон преподаёт хип-хоп в Millenium Dance Complex, где является самым молодым преподавателем мастер класса. В феврале 2015 года она опубликовала танцевальное видео, которое посвятила Мисси Эллиотт. Видео собрало более 12 миллионов просмотров в первую неделю. В августе 2019 года Стоунер воссоединилась с Мисси Эллиотт на премии «American Music Awards». Элисон станцевала танец под хит Мисси «Work it», чем вызвала положительную бурную реакцию в интернете.

### Кино и телевидение
В 2002 году Элисон стала соведущей на телеканале Дисней в «Mike’s Super Short Show» (англ. Супер-короткое шоу Майка) вместе с Майклом Аланом Джонсоном. Она снялась в роли Сары Бейкер, одной из двенадцати детей в успешных комедиях «Оптом дешевле» и «Оптом дешевле 2». Также Элисон появлялась в подростковых комедийных сериалах, таких как «Дрейк и Джош», «Всё тип-топ, или Жизнь Зака и Коди», «That’s So Raven».
В 2006 году она получила роль в фильме «Шаг вперёд» (Камилла Гейдж). Сейчас она озвучивает Изабеллу Гарсиа-Шапиро и Дженни в мультсериале «Финес и Ферб». В 2008 году она сыграла начинающего продюсера Кейтлин Геллар в диснеевском фильме «Рок в летнем лагере». Её коллегами по фильму стали Деми Ловато и братья Джонас.
В 2007 году Элисон сыграла Элис МакКинли в фильме «Элис вверх тормашками». Это была её вторая главная роль.
В 2010 году Стоунер появилась в третьей части «Шаг вперёд», снятой в формате 3D. Она снова играла Камиллу Гейдж — лучшую подругу Лося, и близкую его сердцу. Также Элисон сыграла роль заболевшей 14-летней девочки-подростка Теллы в эпизоде сериала «Доктор Хаус».
В 2014 году вышел фильм «Шаг вперёд : Всё или ничего», где она играет Камиллу Гейдж — девушку Лося. В феврале 2015 года Элисон сообщила о новой роли в фильме «Summer Forever». Фильм вышел 4 сентября 2015 года. В 2018 году планировался выход фильма «Mr. Invincible», где Элисон исполнила одну из ведущих ролей. Для съёмок фильма актриса специально прыгала с парашютом. Правда фильм так и не вышел, и его релиз, был отменен.

### Музыка
В 2005 году Элисон спела две песни-саундтрека к фильму «Элис вверх тормашками» — «Lost and Found» и «Free Spirit». Также она записала версию песни «Dancing in the Moonlight» в 2009 году к фильму «Space Buddies».
Элисон работает с продюсерами, композиторами и преподавателями вокала, чтобы развивать свой голос. Она хочет перейти от стиля «детский поп» к более душевному и взрослому, чтобы начать работу над собственным студийным альбомом. 4 апреля 2010 года она разместила на YouTube видео, где сообщает о выходе её дебютного сингла «Flying Forward» 20 апреля 2010. В 2011 году Стоунер выпустила дебютный мини-альбом — «Beat The System».
В 2013 году вышел сингл «Dragon (That’s What You Wantet)». В 2015 году выпускает сингл «Pretty Girls», который стал саундтреком к фильму «Содержанки», где Элисон исполнила главную роль. В том же году Стоунер спела саундтреки к фильму «Вечное лето», где сыграла главную роль вместе с Меган Николь и Анной Грейс Барлоу.
В 2016 году выпустила второй мини-альбом «While You Were Sleeping», в который вошли синглы «Woman», «Back to Church», «The Boy Is Mine» и «Miles». В 2018 году у Стоунер вышел сингл «When It’s Right», который она посвятила женщине, которую любила, в этом же году Элисон выпустила песни «Who Do You Love» и «Fool».
В начале 2019 года Элисон выпустила сингл «Stripped Bare», в котором рассказала, какого это, расти знаменитым, когда тебя окружают камеры и чужие лица. В клипе на песню, девушка отстригла свои волосы, комментируя это тем, что она, таким образ, хочет избавиться от давления, которое оказывали на неё последние несколько лет.

### Дальнейшая карьера
Спустя некоторое время после выхода сингла «Stripped Bare» Стоунер решает заняться психическим здоровьем. Элисон прекращает съёмки и выпуск оригинальных песен. Артистка признаётся, что это был ответственный шаг, позади у неё было более десяти лет карьеры, которыми пришлось пожертвовать. Позже Элисон вместе со старшей сестрой Корри открывают организацию «Movement Genius». Целью данного проекта является поддержка психического здоровья молодёжи.

### Публикации
Элисон Стоунер — «редактор танца» для журнала KEWL. Она также недавно провела на сайте Amazon.com саммит со звездой сериала «Ханна Монтана» Майли Сайрус. В фильме «Рок в летнем лагере» она снялась вместе с братьями Джонас.
Она также снимается в интернет-сериале «Город привидений», который показывают на сайте DM Kids. В феврале 2009 года в «Проекте Элисон Стоунер» её описали как «гибрид танца» — смешение разных танцевальных стилей в одном. Шоу было срежиссировано Кевином Шмидтом, её коллегой по фильму «Оптом дешевле».
Летом 2008 года она участвовала в проекте «Disney Channel Games» вместе со своими коллегами по фильму «Рок в летнем лагере» Деми Ловато, Кили Уильямс, Рошоном Феганом, а также с Шином Коямада, Коулом Спраусом и другими зарубежными звёздами Диснея. Элисон также появлялась в Wii Fit, она озвучила персонаж Кайри в видеоигре Kingdom Hearts: Chain of Memories, и Ксион и Кайри в игре Kingdom Hearts 358/2 Days.

## Личная жизнь
В 2005 году состояла в отношениях с Коулом Спраусом. Отношения долго не продлились. Элисон рассказала, что актёр бросил её на одиннадцатый день рождения. Ходили слухи о её романе с американским актёром и экс-коллегой Винсентом Мартелла, а также с экс-коллегой по серии фильмов «Шаг вперёд» — Адамом Севани.
В марте 2018 года сделала каминг-аут, написав статью на портале «Teen Vogue». Элисон призналась, что её привлекают как мужчины, так и женщины.

## Фильмография

### Фильмы
| Год  | Название                   | Роль           | Примечания          |
| ---- | -------------------------- | -------------- | ------------------- |
| 2003 | Оптом дешевле              | Сара Бейкер    | Второстепенная роль |
| 2004 | Гарфилд                    | Крысёнок       | Озвучка             |
| 2005 | Оптом дешевле 2            | Сара Бейкер    | Второстепенная роль |
| 2006 | Шаг вперёд                 | Камилла Гейдж  | Второстепенная роль |
| 2008 | Элис вверх тормашками      | Элис           | Главная роль        |
| 2008 | Рок в летнем лагере        | Кейтлин Геллар | Второстепенная роль |
| 2010 | Рок в летнем лагере 2      | Кейтлин Геллар | Второстепенная роль |
| 2010 | Шаг вперёд 3D              | Камилла Гейдж  | Главная роль        |
| 2014 | Шаг вперёд: Всё или ничего | Камилла Гейдж  | Второстепенная роль |
| 2014 | The A-List                 | Лейси          |                     |
| 2014 | Ожидая Амишей              | Мари           | Главная роль        |
| 2015 | Hoovey                     | Джен Эллиот    | Главная роль        |
| 2015 | Содержанки                 | Кэти Вудс      | Главная роль        |
| 2015 | Summer Forever             | Лив            | Главная роль        |
| 2018 | Mr. Invincible             | Таллула Мари   | Главная роль        |

### Телевидение
| Год          | Название                           | Роль             | Примечания                       |
| ------------ | ---------------------------------- | ---------------- | -------------------------------- |
| 2002-2006    | Mike’s Super-Short Show            | Салли            | Главный персонаж                 |
| 2004         | Дрейк и Джош                       | Венди            | Приглашённая звезда              |
| 2004         | Я с ней                            | Дилан Кэссиди    | «Девочка на картине»             |
| 2005         | Всё тип-топ, или Жизнь Зака и Коди | Макс             | 6 серий                          |
| 2005         | That’s So Raven                    | Элли Паркер      |                                  |
| 2005         | Лило и Стич — сериал               | Виктория         | Озвучка                          |
| 2006         | Чародейки                          | Лилиан Хейл      | Озвучка                          |
| 2006         | Джоуи                              | Кейли            |                                  |
| 2007         | Naked Brothers Band                | Сама себя        |                                  |
| 2007-наст.вр | Финес и Ферб                       | Изабелла, Дженни | Озвучка                          |
| 2010-наст.вр | Upin and Ipin                      | Upin, Ipin       | Озвучка                          |
| 2010         | Доктор Хаус                        | Делла Карр       | Эпизод: «Эгоист»                 |
| 2014         | Легенда о Корре                    | Опал Бейфонг     | Озвучка                          |
| 2014         | Major Crimes                       | Наркоман         | Один Эпизод                      |
| 2018-2019    | Леди Баг и Супер-Кот               | Квами Флафф      | Эпизоды «Timetagger» и «Sandboy» |

### Музыка
| Year | Title                             | Notes                              |
| ---- | --------------------------------- | ---------------------------------- |
| 2005 | «Baby It’s You»                   | cover-версия                       |
| 2008 | «Lost & Found»                    | Элис вверх тормашками OST          |
| 2008 | «Free Spirit»                     | Элис вверх тормашками OST          |
| 2008 | «We Rock»                         | Рок в летнем лагере                |
| 2008 | «Our Time Is Here»                | Рок в летнем лагере                |
| 2008 | «S’Winter»                        | Финес и Ферб                       |
| 2008 | «In The Mall»                     | Финес и Ферб                       |
| 2009 | «Dancin' in the Moonlight»        | Space Buddies OST                  |
| 2009 | «Fly Away Home»                   | Тинкер Белл и потерянное сокровище |
| 2010 | «What I’ve Been Looking For»      | DisneyMania 7                      |
| 2010 | «Flying Forward»                  | Flying Forward [СD сингл]          |
| 2010 | «Make History»                    | Сингл                              |
| 2010 | «In the City of Love»             | Финес и Ферб                       |
| 2013 | «Dragon (That’s What You Wanted)» | Сингл                              |
| 2015 | «Pretty Girls»                    | Сингл                              |
| 2016 | «Woman»                           | Сингл                              |
| 2016 | «Back To Church»                  | Сингл                              |
| 2016 | «The Boy Is Mine»                 | Сингл                              |
| 2017 | «Miles»                           | Сингл                              |
| 2018 | «When It’s Right»                 | Сингл                              |
| 2018 | «Who Do You Love»                 | Сингл                              |
| 2018 | «Fool»                            | Сингл                              |
| 2019 | «Stripped Bare»                   | Сингл                              |

### Альбомы
| Название                     | Информация                                                                    |
| ---------------------------- | ----------------------------------------------------------------------------- |
| Beat The System — EP         | Дата выпуска: 23 августа, 2011 года Формат: Цифровой Лейбл: Нет               |
| While You Were Sleeping — EP | Дата выпуска: 28 октября 2016 года Формат: Цифровой Лейбл: Turn The Volume Up |

### Видеоигры
| Year | Title                               | Role         | Notes |
| ---- | ----------------------------------- | ------------ | ----- |
| 2008 | Kingdom Hearts Re:Chain of Memories | Каири        |       |
| 2009 | Kingdom Hearts 358/2 Days           | Ксион, Каири |       |
| 2010 | Kingdom Hearts: Birth by Sleep      | Каири        |       |